# Probaryconus exsertus
Probaryconus exsertus är en stekelart som först beskrevs av Alan Parkhurst Dodd 1914.  Probaryconus exsertus ingår i släktet Probaryconus och familjen Scelionidae. Inga underarter finns listade i Catalogue of Life.